# Ghiacciaio Macy
Il Ghiacciaio Macy (in lingua inglese: Macy Glacier) è un ghiacciaio antartico a forma di mezzaluna, lungo 7 km e largo 2,6 km, che fluisce nel versante settentrionale dei Monti Tangra, nell'Isola Livingston, nelle Isole Shetland Meridionali, in Antartide.
È delimitato a nordovest dal Friesland Ridge, a nordest dal Levski Ridge e a sudest dal Peshev Ridge. Fluisce in direzione sudoccidentale verso la Brunow Bay.
La denominazione è stata assegnata nel 1958 dall'UK Antarctic Place-names Committee in onore di Robert Macy, comandante del veliero statunitense Aurora, una delle tante imbarcazioni di cacciatori di foche statunitensi provenienti dalla città di New York, che avevano visitato le Isole Shetland Meridionali nel 1820–21.

## Localizzazione
Il punto mediano del ghiacciaio è posizionato alle coordinate 62°41′20″S 60°08′10″W. Mappatura britannica nel 1968, rilevazione topografica bulgara nel corso della spedizione Tangra 2004/05 e mappatura nel 2005 e 2009.

## Mappe
- L.L. Ivanov et al. Antarctica: Livingston Island and Greenwich Island, South Shetland Islands. Scale 1:100000 topographic map. Sofia: Antarctic Place-names Commission of Bulgaria, 2005.
- L.L. Ivanov.  Antarctica: Livingston Island and Greenwich, Robert, Snow and Smith Islands (JPG), su apcbg.org.. Scale 1:120000 topographic map. Troyan: Manfred Wörner Foundation, 2009. ISBN 978-954-92032-6-4